# NGC 2549
NGC 2549 is een lensvormig sterrenstelsel in het sterrenbeeld Lynx. Het hemelobject werd op 9 februari 1831 ontdekt door de Britse astronoom John Herschel.

## Synoniemen
- UGC 4313
- MCG 10-12-124
- ZWG 287.69
- PGC 23313